# 瘦身男女
《瘦身男女》是一部2001年香港喜劇電影，由杜琪峯與韋家輝執導，鄭秀文與劉德華分別飾演一個260磅及300磅的胖子，為本片最大的看點。在日本横滨及東京取景拍摄。香港票房收入4043万港币排名年度第二位，僅次於周星馳的《少林足球》。刘德华凭本片首次获得金马奖最佳男主角提名，影片更获得第21届香港电影金像奖最佳电影、最佳导演等五项提名，郑秀文演唱的主题曲《终身美丽》成為其经典代表作，並首次赢得最佳原创电影歌曲奖。

## 剧情
Mini (鄭秀文飾) 是旅居日本的香港人，原本她是一名窈窕美女，但她在钢琴家男友黑川到美國留學后，却因孤独贪吃逐渐变成了一个体重260磅的大肥婆。黑川学成归来在日本各地陆续举办了多场钢琴音乐会，Mini尽管每次都到场观看，但是黑川已经认不出她了。这让Mini非常自卑想要在旅馆上吊自杀，被旅馆女老板阻止，并认识了在此旅馆暂住的有相似体形却过的很开心的肥佬 (劉德華飾) ——他也是名旅居日本的香港人，平日开辆小黄车从事賣刀生意。
女老板想撮合两位成为一对，在得到肥佬的两套刀具后，Mini坐上了肥佬的小黄车离开旅馆。肥佬让她在车站下车，但是她却执意不愿下车。晚上肥佬到车站附近的一家旅馆住宿，她就也紧跟而去并睡在同一个房间。晚上肥佬想趁她熟睡之际偷偷开车溜走，却因误撞到警察而再次被迫返回到旅馆。肥佬看到她有多张黑川音乐会的门票，就责怪她不务正业只知道追星。Mini解释说黑川是她的初恋情人，并拿出以前两人的合影照片给肥佬看，肥佬惊叹她以前的靓丽长相。Mini还讲述她与黑川有一个十年之约，到如今距离见面只剩下六個月的时候，她却因為变成了一个大肥婆所以觉得没有脸面见情人。次日Mini看到黑川计划要在十月迎娶未婚妻工藤惠美的报道，又从车内电台广播中听到黑川在采访中说他一直对初恋情人（Mini）念念不忘，希望初恋能遵守十年之约到时与他在铁塔公园相见，伤心没脸见情人的Mini欲开着肥佬的车冲入海中，肥佬阻止她就提出了要帮她瘦身的计划。
肥佬先带她到健身房咨询，尽管健身教练表示半年内要想减重200磅非常困难，但是肥佬却看到了Mini为爱瘦身的决心。之后他带她回到自己居住的中华街与老友们相见，肥佬向他们求助为Mini减肥之计，老友们纷纷提出吞蛔虫、吃泻药等方法，肥佬还放大了她以前的一张美照贴在墙上作为激励她的手段。可是采用上述方法的Mini的身体很快就出了问题只得送医治疗，医生为她的健康着想要她停用之前的减肥方法。接下来她采用拉油桶、踩踏步机和节制饮食等方式成功瘦身60磅，肥佬开心拉着她让大家看她的瘦身成果，却被众人误认为是怀了孕。之后一个月Mini由于没有取得一点减肥成效，于是她就以太辛苦为由想要大吃特吃，幸亏被肥佬及时劝阻，肥佬还让众老友一起陪她减肥锻炼，方法有扛木头、青蛙跳、玩跳舞机和弹簧床，因此她又瘦了很多。
随着她与黑川约定见面之日越来越近，肥佬装扮成黑川与她演绎公园相会之感人情景，由于朝夕相处、日久生情，两人对对方都有了情愫。最后一个月还有80磅要减，肥佬就让她去减肥医院住一个月，Mini嫌医院收费太贵，肥佬则称物有所值。Mini减肥花费不菲令肥佬很快囊中羞涩，看到街头有人扮演挨打角色来赚钱，肥佬就跟朋友合作自己在街头扮挨打赚钱，电视台记者把他挨打表演偷偷拍了下来。Mini打电话给肥佬抱怨医院各种花销都大，还责怪他不去医院看他，他则谎称自己去北海道吃螃蟹没空去看她。一个月下来Mini终于恢复到以前的美好体形，她就回到中华街去找肥佬，结果小强没有认出她并告之肥佬正在街头挨打赚钱。
看到脸被打肿牙也掉了一颗的肥佬在街头牺牲身体为她赚钱，她称明晚不想去见黑川了，肥佬则称物有所值并在次日晚亲自开车送她抵达公园。一到公园，就有大批记者围拢过来为她和黑川拍照摄影，黑川请他以后不要再离开他。而在餐厅吃饭的工藤看到此电视画面后气愤异常并大吃特吃起来。在Mini跟黑川来到电视台后，她看到了电视台所拍到的肥佬被打倒在地、脸部淤肿流血、牙齿被打飞的画面，深受感动流泪的Mini决定同黑川道别。
接下来Mini去找肥佬但却一无所获，她利用自己瘦身之经验发表了一部教人快速瘦身之书籍。有一日，Mini驾车又在街上搜寻着肥佬的身影，发现了那辆行驶中的小黄车但车主的外貌却不是肥佬，可是听他唱歌的声音却是肥佬无疑。后来两人停车来到公园，小黄车司机手拿Mini出版的那本书与她相见，原来肥佬已用书中所教方法令自己快速瘦身，最终两人拥吻在一起。而另一边，情场失意的黑川和工藤却双双变成了一对贪吃的大胖子。

## 角色
| 演員       | 角色                                             |
| 劉德華     | 肥佬（Fatso），开辆小黄车从事卖刀的商人          |
| 鄭秀文     | Mini Mo ，肥婆                                   |
| 林雪       | 中华街賣包佬，肥佬朋友                           |
| 王天林     | 另一肥佬，肥佬朋友                               |
| 黑川力矢   | 黑川，日本钢琴家，Mini的初恋情人，工藤惠美未婚夫 |
| 佐膝佳次   |                                                  |
| 樋口明日嘉 | 工藤惠美，黑川未婚妻                             |
| 黃美芬     |                                                  |
| 蒲茗藍     |                                                  |
| 洪偉良     |                                                  |
| 張志平     |                                                  |
| 鄭錦昌     |                                                  |
| 羅靖庭     |                                                  |

## 创作

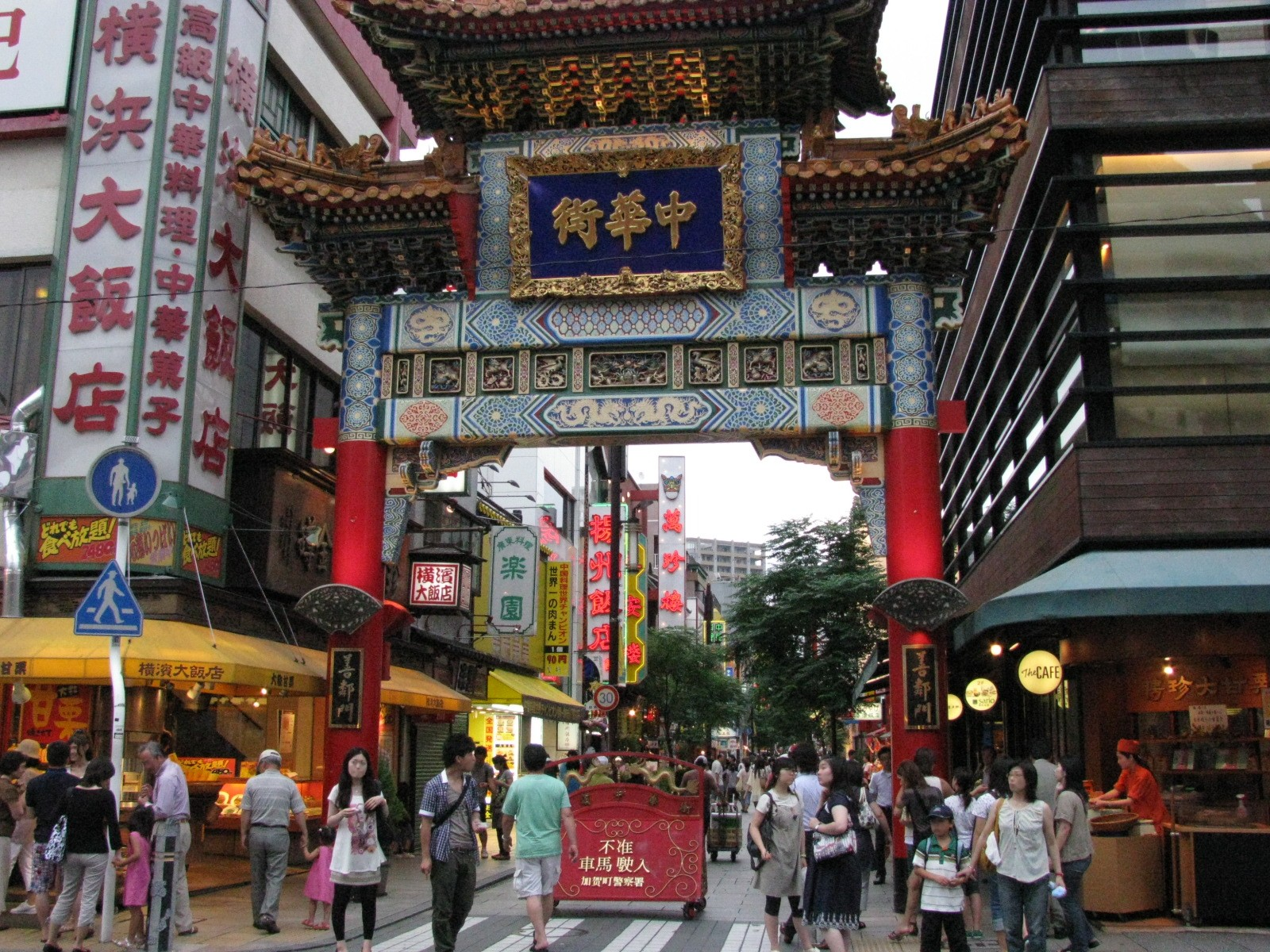
横滨中华街善隣門

本片主要在横滨中华街、横滨海洋塔、横滨山下公园这三个地方取景拍摄。為了要達到肥胖的效果，兩位主角都必須穿著特殊的外套。

## 歌曲
| 曲別   | 歌名                                             | 作曲   | 作詞                           | 編曲      | 監製   | 演唱   |
| 主题曲 | 《終身美麗》（粤语）、《不能承受的感动》（国语） | 陳輝陽 | 林夕                           | 陳輝陽    | 陳輝陽 | 鄭秀文 |
| 插曲   | 《我的胖侣》（粤语）、《为爱瘦一次》（国语）     | 陈德建 | 陈少琪（粤语）、刘德华（国语） | Joey Tang | 陈德建 | 刘德华 |

## 獎項及提名
| 頒獎典禮                  | 獎項             | 名單                                              | 結果 |
| ------------------------- | ---------------- | ------------------------------------------------- | ---- |
| 第38届金马奖              | 最佳男主角       | 劉德華                                            | 提名 |
| 第8屆香港電影評論學會大獎 | 最佳男演員       | 劉德華                                            | 提名 |
| 第7屆香港電影金紫荊獎     | 最佳男主角       | 劉德華                                            | 提名 |
| 第7屆香港電影金紫荊獎     | 最佳女主角       | 鄭秀文                                            | 提名 |
| 第7屆香港電影金紫荊獎     | 十大華語片       | 不適用                                            | 獲獎 |
| 第21屆香港電影金像獎      | 最佳電影         | 不適用                                            | 提名 |
| 第21屆香港電影金像獎      | 最佳導演         | 杜琪峯、韦家辉                                    | 提名 |
| 第21屆香港電影金像獎      | 最佳男主角       | 劉德華                                            | 提名 |
| 第21屆香港電影金像獎      | 最佳女主角       | 鄭秀文                                            | 提名 |
| 第21屆香港電影金像獎      | 最佳原創電影歌曲 | 《終身美麗》 作曲：陳輝陽 填詞：林夕 主唱：鄭秀文 | 獲獎 |

## 播放時間
| 香港無綫電視J2台 星期日21:30-23:35節目 | 香港無綫電視J2台 星期日21:30-23:35節目     | 香港無綫電視J2台 星期日21:30-23:35節目 |
| -------------------------------------- | ------------------------------------------ | -------------------------------------- |
|                                        | （J2新春蜜蜜睇）瘦身男女 （2021年2月14日） |                                        |
| 幫緊你醫緊你 （2021年2月14日）         | 食彩王國 （2021年2月14日）                 |                                        |

| 香港無綫電視翡翠台 星期日影院 星期日13:15-15:20，星期一凌晨重播 | 香港無綫電視翡翠台 星期日影院 星期日13:15-15:20，星期一凌晨重播 | 香港無綫電視翡翠台 星期日影院 星期日13:15-15:20，星期一凌晨重播 |
| --------------------------------------------------------------- | --------------------------------------------------------------- | --------------------------------------------------------------- |
|                                                                 | 瘦身男女 （2020年2月23日）                                      |                                                                 |
| 孤男寡女 （2020年2月16日）                                      | 破壞之王 （2020年3月1日）                                       |                                                                 |

| 香港無綫電視翡翠台 超強颱風蘇拉襲港期間特備節目 星期五09:30-11:55 | 香港無綫電視翡翠台 超強颱風蘇拉襲港期間特備節目 星期五09:30-11:55 | 香港無綫電視翡翠台 超強颱風蘇拉襲港期間特備節目 星期五09:30-11:55 |
| ----------------------------------------------------------------- | ----------------------------------------------------------------- | ----------------------------------------------------------------- |
|                                                                   | 瘦身男女 （2023年9月1日）                                         |                                                                   |
| —                                                                 | —                                                                 |                                                                   |

## 外部連結
- Yahoo奇摩電影上《瘦身男女》的資料（繁體中文）
- 開眼電影網上《瘦身男女》的資料（繁體中文）
- 豆瓣电影上《瘦身男女》的資料 （简体中文）
- 时光网上《瘦身男女》的資料（简体中文）
- AllMovie上《瘦身男女》的资料（英文）
- 爛番茄上《瘦身男女》的資料（英文）
- 香港影庫上《瘦身男女》的資料（繁體中文）
- 互联网电影数据库（IMDb）上《瘦身男女》的资料（英文）